# Sint-Janskerk (Hoorn)
De Sint-Janskerk in Hoorn op het Nederlandse waddeneiland Terschelling is een van de oudste bouwwerken op het eiland.

## Geschiedenis
Het gebouw dateert van de 13e eeuw. In 1230 was er reeds sprake van de bouw van een kapel op deze plaats. Het is een eenbeukige kerk met een kleine, maar zware toren aan de westkant. Rond de kerk is een kerkhof dat nog altijd als begraafplaats wordt gebruikt.
Tussen 1963 en 1969 werd de kerk gerestaureerd. In de ruimte onder de toren zijn voorwerpen zoals munten en bouwfragmenten te bezichtigen die tijdens de restauratie in de bodem zijn gevonden. De kerk is een rijksmonument.
De kerk wordt gebruikt voor kerkdiensten van de Hervormde gemeente Oost Terschelling en voor bruiloften, concerten en begrafenissen.

## Orgel
In de kerk bevindt zich een orgel dat in 1894 is gebouwd door Johan Frederik Kruse uit Leeuwarden. Het is een eenklaviersorgel met aangehangen pedaal. Hieronder volgt de dispositie:
| Manuaal C-f’’’ |    |
| Prestant       | 8’ |
| Petit Bourdon  | 8’ |
| Viola da Gamba | 8’ |
| Octaaf         | 4’ |
| Fluit d’amour  | 4’ |
| Quint          | 3’ |
| Octaaf         | 2’ |
| Mixtuur        |    |

| Pedaal C-g  |
| Aangehangen |

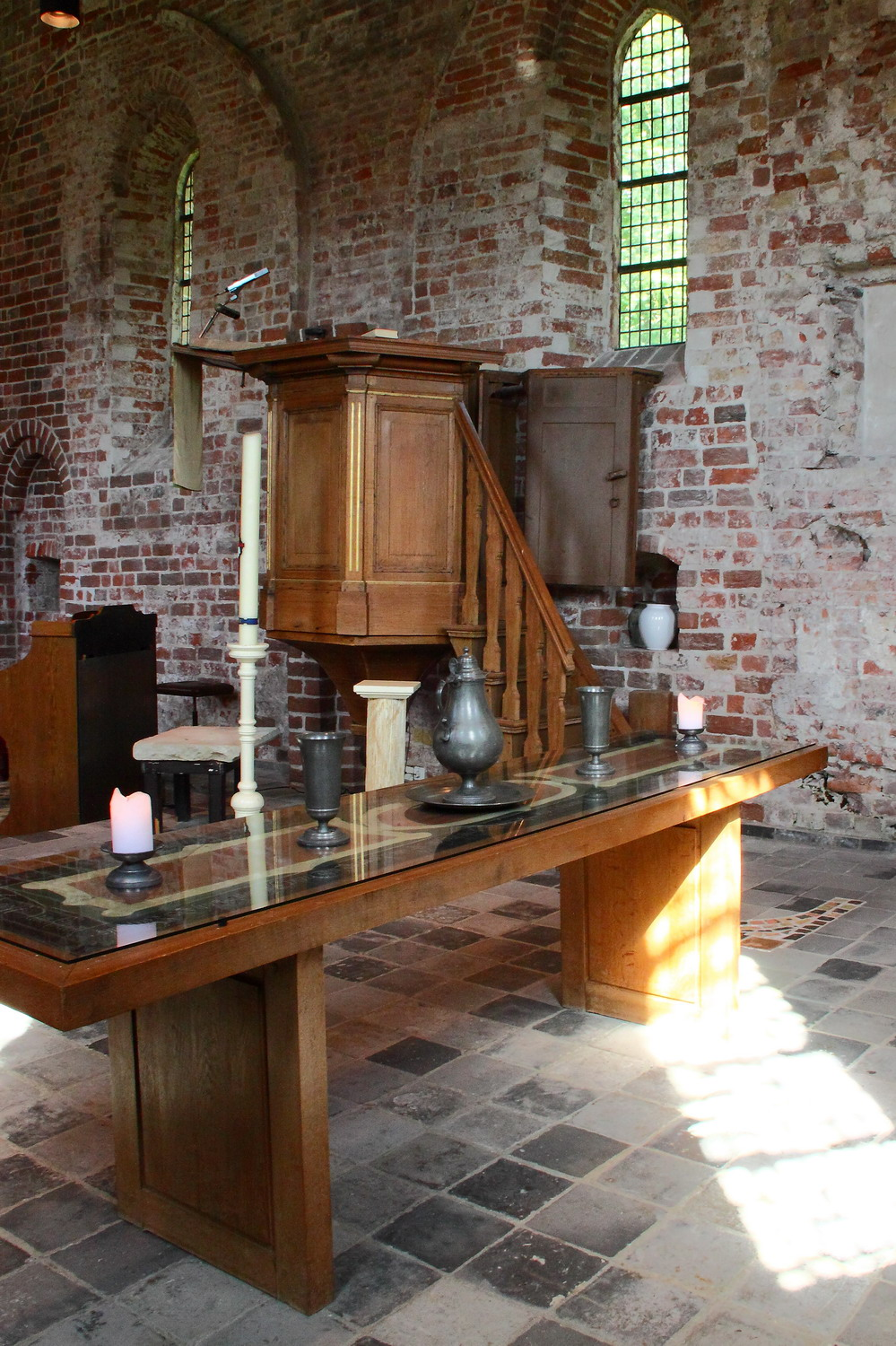
Interieur met preekstoel en avondmaalstafel
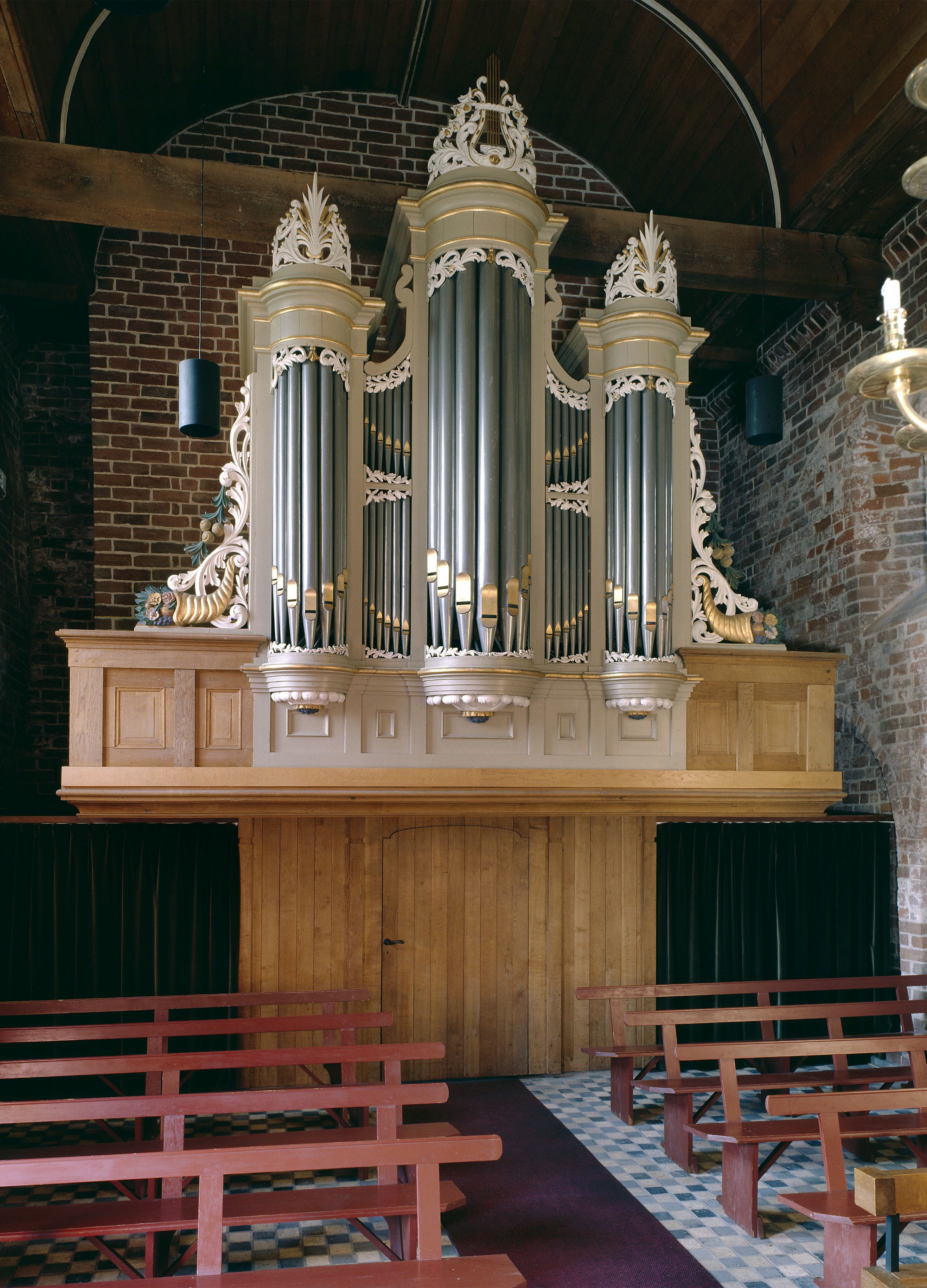
Interieur met orgel

- Library of Congress Control Number: n2003017301
- Rijksmonument: 35084
- Virtual International Authority File: 150294026